# 所沢通信基地

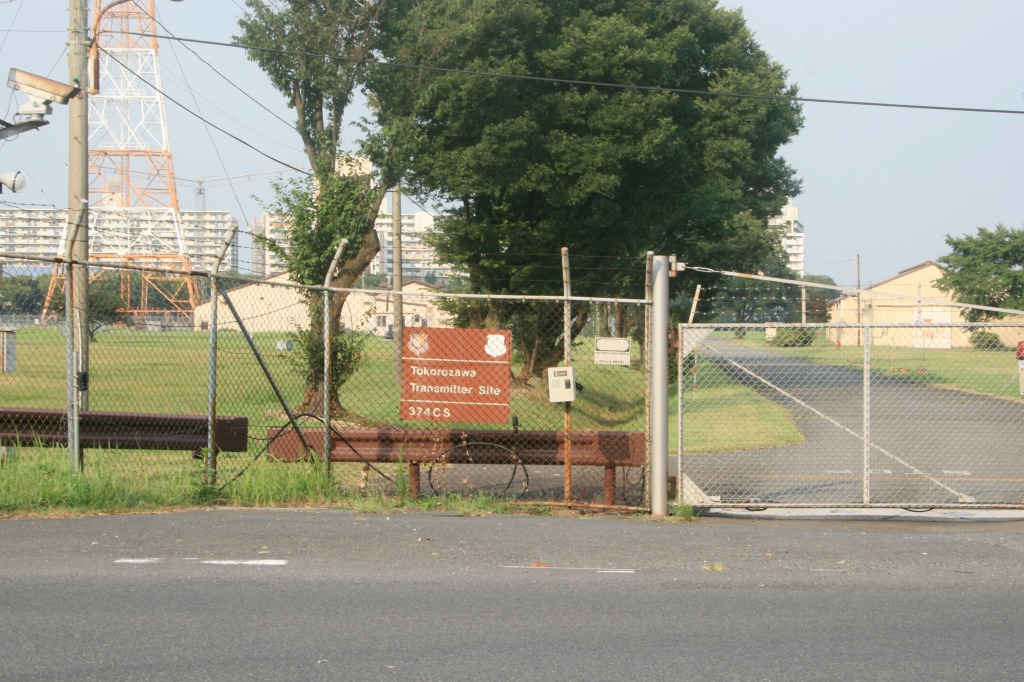
正面ゲート 2008年撮影

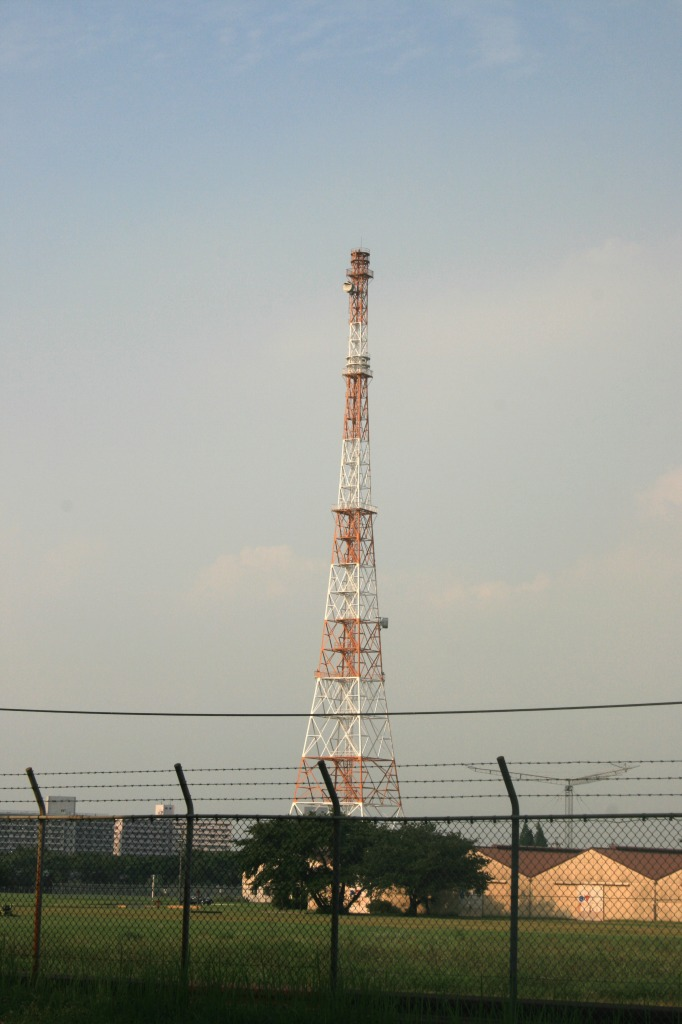
マイクロウェーブ鉄塔 2008年撮影

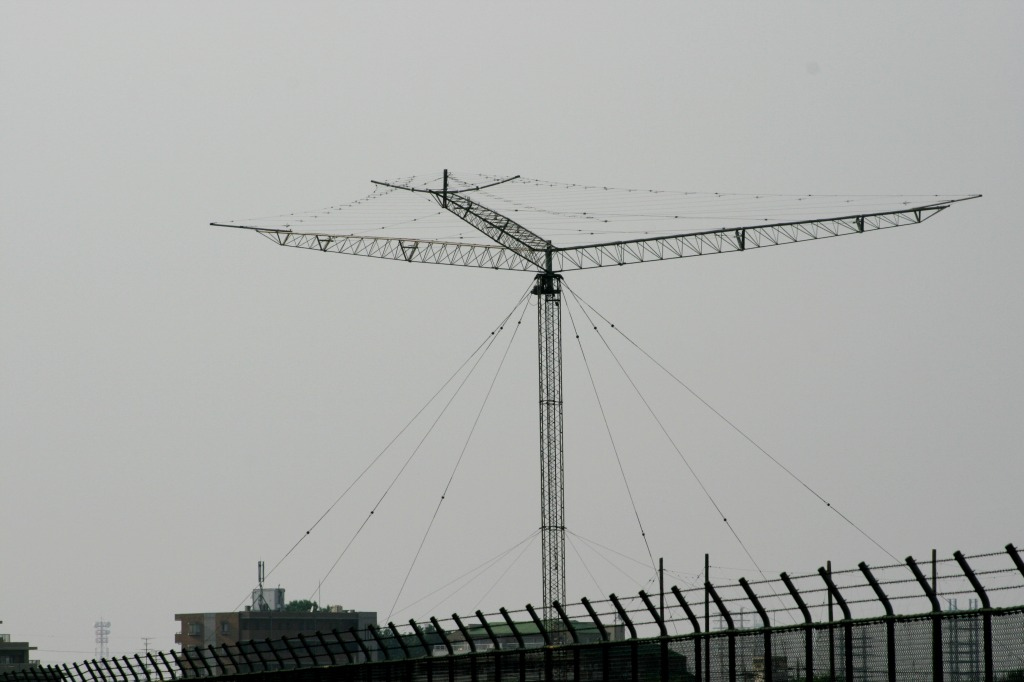
LPアンテナ 2008年撮影

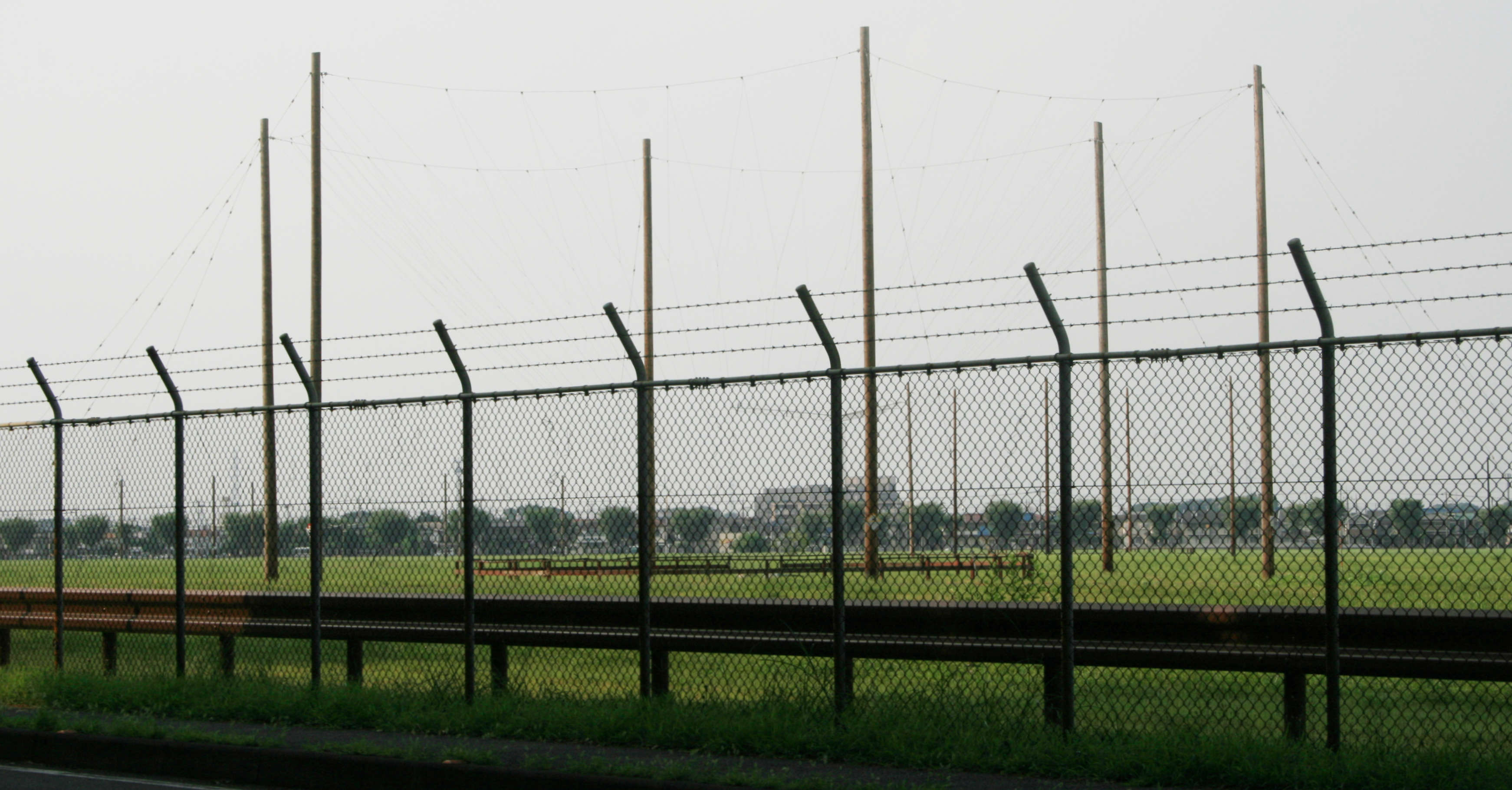
ディスコーンアンテナ 2008年撮影

所沢通信基地（ところざわ つうしんきち Tokorozawa Transmitter Site）とは、埼玉県所沢市にある在日米軍の通信基地。アメリカ空軍第5空軍第374空輸航空団所属施設。施設番号はFAC 3049。日米安全保障条約上の正式名称は「所沢通信施設」（米軍側は主に所沢トランスミッターサイトの呼称を用いる）。面積は978,840平方メートル。
以前の歴史は所沢陸軍飛行場、大和田通信所を参照。

## 概要
アメリカ軍横田基地や大和田通信所との通信用マイクロウェーブ鉄塔1基、米軍航空機との通信用指向性アンテナであるLPアンテナ8基、航空機との通信用無指向性アンテナであるディスコーン・アンテナ13基、LTOアンテナ2基など、各種通信用機器が設置されている。その他中央部に管理施設、倉庫が併設されている。大和田通信所の受信に対し所沢通信基地は米軍機に対する送信が主な役割である。無線局としては日米地位協定に基づき、AFN（米軍放送）同様、日本法（電波法）の適用対象外である。
2005年の報道によれば、米軍資料から所沢通信基地を含む世界14ヶ国にある通信基地を対象に、アメリカ合衆国大統領もしくは国防長官などから核兵器攻撃実施部隊への「緊急行動命令」（en:Emergency Action Message）を米本土から遠隔操作で伝達可能にする近代化計画がある。
ヘリコプターや垂直離着陸機の離着陸が可能で、2018年7月2日にはV-22オスプレイの初飛来が確認された。

## 沿革
- 1945年（昭和20年）9月 - アメリカ軍が大日本帝国陸軍の所沢陸軍飛行場を接収。

所沢飛行場総面積360haのうち約300haをアメリカ軍施設として使用開始。
- 1952年（昭和27年）7月26日 - 所沢兵器分廠（Tokorozawa Ordnance Sub-depot）としてアメリカ軍に提供。
- 1954年（昭和29年） - 府中兵器廠（東京都府中市）司令部が所沢に移転。
- 1955年（昭和30年）2月 - 所沢兵器廠（Tokorozawa Ordnance Depot）に名称変更。
- 1957年（昭和32年）3月15日 - 組織上の名称が変更される。

アメリカ陸軍在日兵站補給廠（U.S. Army Logistical Depot Japan）となる。
- 1961年（昭和36年）4月19日 - 所沢補給廠（Tokorozawa Depot）に名称変更。
- 1962年（昭和37年）3月31日 - 兵器修理部門が閉鎖される。

修理機能は相模総合補給廠（神奈川県相模原市）へ移転。
- 1962年（昭和37年）5月15日 - 組織上の名称が変更される。

在日米陸軍兵站センター（U.S. Army Logistical Center Japan）となる。
- 1966年（昭和41年）7月1日 - 相模総合補給廠に兵站補給施設としての機能が移転。
- 1967年（昭和42年）2月 - 大陸間弾道ミサイル探知用のOTHレーダー設置をアメリカ側が外務省に通知[4]。
- 1968年（昭和43年） - 組織上の名称が変更され第504医療廠（504th Medical Depot）となる。

ベトナム戦争傷病兵用医療物資の貯蔵管理・補給施設として第602医務隊が運用開始。
- 1968年（昭和43年）6月 - OTHレーダーが完成[4]。

アメリカ航空宇宙防衛軍（ADC）隷下の第14通信中隊が運用開始。
- 1971年（昭和46年）6月30日 - 第一次返還。医療廠は廃止。
- 1974年（昭和49年）7月19日 - OTHレーダーの設置が新聞で報じられる。
- 1974年（昭和49年）7月31日 - 衆議院外務委員会で政府がOTHレーダー設置の事実を認める。
- 1975年（昭和50年）3月15日 - アメリカ航空宇宙防衛軍が日本国内のOTHレーダー運用停止を決定。
- 1975年（昭和50年）6月 - OTHレーダーの撤去完了。
- 1975年（昭和50年）9月 - 柏通信所（千葉県柏市）から短波無線送信所機能が移転。

空軍通信サービス（AFCS）第1956通信群（1956CG）が運用開始。
- 1976年（昭和51年）10月 - 所沢補給廠から所沢通信施設に名称変更（政府間協定）。
- 1978年（昭和53年）3月 - マイクロウェーブ塔を設置。

ジョンソン飛行場（埼玉県入間市）の最終返還に伴う代替施設として設置。
- 1992年（平成4年）4月 - アメリカ空軍の組織改編により管理・使用部隊が変わる。

第475基地航空団（475ABW）の解散により第374空輸航空団（374AW）の管理下に置かれる。
第1956通信群の解散により使用部隊が第374通信中隊（374CS）となる。
- 2004年（平成16年）8月31日 - 非常用電源の発電機用ディーゼル燃料漏出事故が発生。
- 2004年（平成16年）12月4日 - 燃料漏出事故による汚染土壌の撤去完了。
- 2005年（平成17年）4月 - LPアンテナの老朽化によりLTOアンテナ2基を交換設置。
- 2008年（平成20年） - 米第5空軍第374空輸航空団所属基地として運用中。
- 2018年（平成30年）6月 - マイクロウェーブ塔を撤去。

## 返還
- 1971年（昭和46年）6月30日 - 1,918,831平方メートルが日本へ返還。
- 1978年（昭和53年）6月20日 - 97,593平方メートルが日本へ返還。
- 1982年（昭和57年）6月30日 - 13,525平方メートルが日本へ返還。
- 2012年（平成24年）2月23日 - 日米合同委員会にて、東西連絡道路用地の返還が合意。
- 2018年（平成30年）東西連絡道路が着工。道路予定地の建築物やマイクロウェーブ塔の解体が始まる。
- 2020年（令和2年） 3月28日に東西連絡道路が開通[5][6]。

## 現状
1982年（昭和57年）の第三次返還以降、市・市議会・基地対策協議会らの再三の要望（米軍基地が有るため付近の県道が分断されている事による弊害や軍事目標となる事を懸念）にもかかわらず返還実現への動きが止まっているのが現状である。対して米軍は通信機能強化に進んでいる為、返還に向けた合意は難しいのが実情である。2012年（平成24年）2月23日、日米合同委員会にて東西連絡道路用地の返還合意があり、2020年（令和2年）3月28日、東西連絡道路が開通した。